# Walter Young
Walter Young (* 14. März 1913; † 28. Dezember 2004 in Mission, British Columbia) war ein kanadischer Marathonläufer.
1937 gewann er den Boston-Marathon in 2:33:20 h. 
1938 wurde er Sechster bei den British Empire Games in Sydney, Kanadischer Meister in 2:34:47 h und Achter beim Yonkers-Marathon. 1939 folgte ein dritter Platz in Boston in 2:32:42 h.